# Carex squamigera
Carex squamigera är en halvgräsart som beskrevs av V.I. Kreczetowicz och Luchnik. Carex squamigera ingår i släktet starrar, och familjen halvgräs. Inga underarter finns listade i Catalogue of Life.